# Вибальд из Ставло
Вибальд (нем. Wibald; 1098 — 16 июля 1158, Битола) — аббат Ставло-Мальмеди и Корвея, секретарь императоров Лотаря III Саксонского и Конрада III.
Родился в семье сервов, живших в окрестностях Ставло. В юности учился в монастыре Ставло, затем в Льеже. В своей корреспонденции упоминает в числе учителей Руперта из Дёйца и Гуго Сен-Викторского. Приобрел обширные для своего времени познания в различных науках. В 1117 стал монахом в монастыре Вольсор. С 1118 монах в Ставло; 16 ноября 1130 был выбран князем-аббатом Ставло-Мальмеди. Посетивший в 1130 Ставло император Лотарь III пригласил Вибальда на службу в свою канцелярию. 
Во время итальянского похода Лотаря по поручению императора убедил пизанцев предоставить корабли для экспедиции против Рожера II Сицилийского. Во время оккупации части Южной Италии 19 сентября 1137 был избран аббатом Монте-Кассино. После ухода Лотаря нормандцы быстро отвоевали свои владения, и 2 ноября Вибальд тайно бежал из монастыря и вернулся в Германию. 
Стал приближенным Конрада III, содействовал его избранию на германский престол, и в дальнейшем был одним из руководителей итальянской политики императора. Несколько раз ездил в Рим на переговоры с папской курией. 20 октября 1146 был избран аббатом Корвея. В 1147 участвовал в крестовом походе на славян. Во время Второго крестового похода остался в Германии и занимался делами своих аббатств. После возвращения Конрада снова стал его секретарем и договорился с Римом о проведении императорской коронации. Обострение конфликта с Вельфами не позволило Конраду отправиться в Италию, и Вибальд, имевший много врагов при дворе, на время утратил влияние. В 1151 снова был отправлен с посольством в Рим, вернулся уже после смерти Конрада.
В правление Фридриха Барбароссы утратил своё положение близкого советника. Новый император пользовался услугами Вибальда для сношений с Византией, так как аббат был убежденным сторонником союза двух империй и папы против нормандцев. В 1154 участвовал в первом итальянском походе Барбароссы. Во время этой экспедиции папа Адриан IV наградил Вибальда епископским кольцом за заслуги перед церковью. В 1155 был отправлен в Константинополь для переговоров о браке Фридриха с родственницей Мануила I. В следующем году вернулся вместе с ответным византийским посольством. Послы прибыли ко двору в Вюрцбург, когда там праздновали бракосочетание Фридриха с Беатрисой Бургундской. Германо-византийский союз разваливался, но в 1157 Вибальд вновь был отправлен в Константинополь с неизвестным поручением. На обратном пути он умер в Битоле 16 июля 1158, тело было доставлено в Германию и 26 июля 1159 погребено в Ставло. Внезапная смерть Вибальда вызвала обычные для того времени подозрения — предполагали, что он был отравлен коварными греками. 
От Вибальда сохранилось собрание писем (около 400, начиная с 1146 года), являющееся ценным историческим источником. Долгое время Вибальда считали своего рода «серым кардиналом» при Конраде III, пытавшимся подчинить императора влиянию Рима, но современные исследования опровергают эту точку зрения. При этом оценить реальную степень влияния аббата при дворе затруднительно, поскольку историки и хронисты XII века редко его упоминают. 